# Бирмингем (Алабама)
Би́рмингем (англ. Birmingham [ˈbɜrmɪŋhæm]) — крупнейший город американского штата Алабама. На 2018 год население города составляло 209 880 человек, а население агломерации — более 1,15 миллиона человек.
Бирмингем находится в числе важнейших индустриальных центров американского юга. Основу промышленности Бирмингема традиционно составляет металлургия, за что город получил прозвище «Южный Питтсбург» (англ. The Pittsburgh of the South). Другое прозвище Бирмингема — «Магический город» (англ. The Magic City).

## История
Бирмингем был основан в 1871 году, сразу после окончания Гражданской войны в США и назван в честь британского Бирмингема, одного из главных промышленных центров Соединённого Королевства. 
В 1970 и в 2013 году город получил премию All-America City Award (с англ. — «Всеамериканский город») присуждаемую Национальной гражданской лигой, которую неофициально называют «Нобелевской премией за конструктивное гражданство» и которая выдается за активную гражданскую позицию жителей некорпоративных сообществ Соединённых Штатов в жизни местного самоуправления. 

## География
Согласно данным бюро статистики США, город занимает общую площадь 393 км², из которых 388 км² приходится на сушу и 5,2 км² — на водную поверхность. Всего 1,34% общей площади города занято водой. Город стоит вблизи от реки Кахаба.
|                | Адамсвилл | Варриор | Сентер-Пойнт |  |
| Силван-Спрингс | север     | Лидс    |              |  |
| Силван-Спрингс | Бингемтон | Лидс    |              |  |
| Силван-Спрингс | юг        | Лидс    |              |  |
| Бессемер       | Пелем     | Гувер   |              |  |

### Население
Динамика численности населения по годам:
| 1980    | 1990    | 2000    | 2010    | 2019    |
| ------- | ------- | ------- | ------- | ------- |
| 284 413 | 265 347 | 241 645 | 212 585 | 209 403 |

| Расовый состав Бирмингема (2010 г.) | Расовый состав Бирмингема (2010 г.) | Расовый состав Бирмингема (2010 г.) | Расовый состав Бирмингема (2010 г.) | Расовый состав Бирмингема (2010 г.) |
| ----------------------------------- | ----------------------------------- | ----------------------------------- | ----------------------------------- | ----------------------------------- |
| белые                               |                                     |                                     | 22,27 %                             |                                     |
| чёрные                              |                                     |                                     | 73,4 %                              |                                     |
| индейцы                             |                                     |                                     | 0,21 %                              |                                     |
| азиаты                              |                                     |                                     | 1,01 %                              |                                     |
| народы Австралии и Океании          |                                     |                                     | 0.04 %                              |                                     |
| иные                                |                                     |                                     | 2,03 %                              |                                     |
| 2 и более расы                      |                                     |                                     | 1,04 %                              |                                     |
| Citypopulation.de                   |                                     |                                     |                                     |                                     |

### Климат
Бирмингем имеет влажный субтропический климат (Cfa согласно классификации климата Кёппена) с жарким летом, мягкой зимой, и обильными дождями в течение всего года.
- Среднегодовая температура — +17,3 C°
- Среднегодовая скорость ветра — 2,7 м/с
- Среднегодовая влажность воздуха — 70 %

| Показатель                    | Янв.  | Фев.  | Март  | Апр. | Май  | Июнь | Июль | Авг. | Сен. | Окт. | Нояб. | Дек.  | Год   |
| ----------------------------- | ----- | ----- | ----- | ---- | ---- | ---- | ---- | ---- | ---- | ---- | ----- | ----- | ----- |
| Абсолютный максимум, °C       | 27,2  | 28,3  | 32,2  | 33,3 | 37,2 | 41,1 | 41,7 | 40,6 | 41,1 | 34,4 | 29,4  | 26,7  | 41,7  |
| Средний суточный максимум, °C | 12,1  | 14,7  | 19,3  | 23,6 | 27,5 | 30,9 | 32,7 | 32,6 | 29,5 | 24,1 | 18,6  | 13,3  | 23,2  |
| Средняя температура, °C       | 6,6   | 8,7   | 12,9  | 16,9 | 21,4 | 25,4 | 27,3 | 27,1 | 23,7 | 17,8 | 12,4  | 7,8   | 17,3  |
| Средний суточный минимум, °C  | 1,0   | 2,8   | 6,5   | 10,3 | 15,4 | 19,8 | 21,9 | 21,6 | 17,9 | 11,6 | 6,4   | 2,4   | 11,5  |
| Абсолютный минимум, °C        | −21,1 | −23,3 | −16,7 | −3,3 | 2,2  | 5,6  | 10,6 | 10,6 | 2,8  | −2,8 | −15   | −17,2 | −23,3 |
| Норма осадков, мм             | 123   | 115   | 133   | 111  | 127  | 111  | 122  | 100  | 99   | 87   | 123   | 113   | 1364  |
| Источник: Погода и климат     |       |       |       |      |      |      |      |      |      |      |       |       |       |

## Население
По переписи 2010 года население составляло 212 237 человек (плотность 561 чел./км²).

## Здания
В штате Алабама по состоянию на 2014 год насчитывается 15 зданий высотой более 80 метров: семь из них находятся в Бирмингеме.

## Города-побратимы
- Япония: Хитати
- Зимбабве: Гверу
- Венгрия: Секешфехервар
- Италия: Помильяно-д'Арко
- Украина: Винница
- Украина: Сорокино
- Китай: Аньшань
- Чехия: Пльзень
- Иордания: Эль-Карак
- Сенегал: Гедиавай